# 冒険
冒険（ぼうけん）とは、日常とかけ離れた状況の中で、なんらかの目的のために危険に満ちた体験の中に身を置くことである。あるいはその体験の中で、稀有な出来事に遭遇することもいう。こうした冒険の体験者は多くの場合その体験報告を書いたりするが、荒唐無稽と一笑に付されることもあれば、またその内容に驚嘆されることもある。
こうした冒険に敢えて挑戦する人のことを冒険者（ぼうけんしゃ）と呼ぶ。冒険には危険や、成果を上げられる確率の低さがつきもので、この意味でいつの時代にも未知なものへの挑戦、探検もすべて冒険と呼ばれてきた。新しい海路の開拓、山岳、アフリカの奥地、知られざる文明や文化の探索、自動車や航空機の速さへの挑戦など、すべて広い意味での冒険である。
語義は「険(けわし）きを冒（おか）す」。あぶないところにあえて（勝手に、ひそかに）入っていく意。英語のadventureは投機、山師の意を含む。語源はラテン語のad+venio（あることに向かって行く、あることに挑む）。

## 神話・創世記のなかの冒険
神話学の一つの視点としてモノミスMonomyth(en)の理論がある。これは、すべての文明に見られる神話にはある種の基底構造があるとする仮説であり、ジョーゼフ・キャンベル(en)は『千の顔を持つ英雄』(en)モデルを提示している。この中でジョーゼフは、全ての神話上の英雄には基本的に同じパターン（ヒーローズ・ジャーニー）が見られるとする。日本ではスサノオ神話やヤマトタケルの物語、マヤ神話ではフンアフプーとイシュバランケーの冒険譚、ギリシャ神話ではオイディプースやヘーラクレースの神話などが有名である。

## 古代の冒険
文書で残された最初の冒険といわれるのは、ギルガメシュ叙事詩だろう。古代にはその他にも報告として残されている冒険がいくつかある。例を挙げれば、古代地中海世界での屈指の冒険的な事件、トロイア戦争の経緯とその後日談を描いた「イリアス」、オデュッセイアがまず挙げられるだろう。後者は、トロイア戦役からのギリシア軍の参謀役であったオデュッセウスの帰国の旅を描いたもので、当時の海洋航海の危険を虚実取り混ぜて描いている。同じくギリシア神話の中の冒険としては、アルゴー遠征隊の冒険が、物語や映画にもなって広く年齢を超えて、古代の冒険としては親しみのあるものになっている。
アジアでも、秦の時代、徐福が不老不死の薬を求めて、日本などに遠征の旅に出されている。
また、戦争や戦役を重ねての個人史の記録もまた、冒険的な日々を物語るものと考えられるなら、カエサルの『ガリア戦記』もこの方面の最も古い記録として留意されるべきだろう。

## 中世の冒険
中世の初期には、ゲルマン民族の大移動などに関連して、騎士や英雄たちの物語の幾つかが例として挙げられる。例えばアーサー王伝説、「ローランの歌」、ニーベルンゲンの歌など、枚挙に暇がない。
ヨーロッパの中世で、最大の冒険といえば十字軍の遠征が挙げられるだろう。度重なる遠征には、宗教上の動機の他、さまざまな利害、名誉、権勢への欲望も混入していたが、少年十字軍のような純粋な動機が、逆に悲劇を生み出したといったものもある。
ゲオルギウス伝説のような竜退治の冒険譚は、他の中世的モチーフと共に、後世のファンタジー・ロールプレイングゲームのストーリー原型となった。

## 近世・現代の冒険
ルネサンスから今日に至る発見の数々は、その時代にあっては確かに冒険であった。例を挙げるなら、アメリカ大陸を発見したり、フィリピンまで到達したスペイン人やポルトガル人航海者が挙げられる。とりわけ、アレクサンダー・フォン・フンボルトやデイヴィッド・リヴィングストンのような人たちの研究探索旅行、極地探検家としてのジョン・フランクリンなど、彼らもまた冒険者の名に値するだろう。今日の宇宙空間への飛行もまた「人類の最大の冒険」という呼び方をされるのは周知のことである。
ただ議論の余地があるのは、戦争への従軍を冒険と呼ぶか否かというケースである。フランス革命以降、軍隊の主力が傭兵から市民兵に移行し始め、また王立軍の中核に志願兵が参加し始めたことなど、とりわけクリミア戦争におけるトルストイやスペイン内戦におけるヘミングウェイなど、後の偉大な文学者が兵士として参戦したことなども、従軍を冒険と捉える傾向に大きく影響している。第一次世界大戦あたりまでは、戦争をそのように美化する傾向もなかったわけではない。戦記物や従軍記は書き手の筆致により冒険小説のような痛快さを演出することがあるものの、戦場の現実が明らかにされるようになるにつれ、その本来の危険性（危険を冒す）もまた明らかになった。
「強制され集団的に戦地に送られたものであって、自発的な冒険の名には値しない」として否定する向きが多い。さらに戦争という行為を遂行すること自体、個人を人に対する戦いという集団的な狂気に飲み込んでいくようなもので、冒険の名はふさわしくないとされることも多い。T・E・ロレンスの『知恵の七柱』などのように従軍記録を元にしたすぐれた文芸作品も多く存在するが、実際の行為の正当性については多く議論が分かれる。
現在は未開の地はほとんどないが、エベレストや南極大陸など人類の多くが足を踏み入れる事が困難な場所に行くことも冒険といえるだろう。しかし、この場合探検と区別がつきにくいので、冒険の定義はやや曖昧となってしまう。

## 学術調査としての冒険
自然科学の発展と冒険の歴史は密接不可分であり、多くの冒険は現地踏査を目的として行われてきた。常人の立ち入れない領域に分け入り測量し、動植物や鉱物等の蒐集や観察を行うことは博物学の主要な研究手法である。近世では地図作成を目的とした航海や登山、秘境・極地踏査など、またダム建設や鉄道敷設のための実査がさかんに行われた。博物学者ダーウィンが乗船したのは英国海軍の測量船であった。現代でも宇宙探査や深海探査、ケーブダイビングなど人間を現地に送り込む手法での調査が行われる。実査や実証において、生身の人間が現実に踏査するという行為は、論理的な妥当性以上に価値があると見なされる。火星や金星に無人観測機は到達しているが、多くの人にとって人類はまたそれらの惑星に到達したとは考えられていない。地理的な冒険だけではなく、不測の事態を前提としたある種の実験には冒険的要素が多分に含まれる。その結果として爆発事故や環境汚染など、医薬品や医療器具の生体実験の場合では深刻な後遺症や生命の危険をもたらすことがある。（参照:探検）

## 挑戦と冒険
現代的な冒険の多くは、新たな記録に挑んだり、より困難な手法で目標を達成するといった挑戦（challenge）の傾向が強い。単独無寄港世界一周や無着陸世界一周などといった挑戦、世界最高峰への無酸素単独登頂などの冒険は人間や技術の可能性に挑戦する目的での冒険である。また個人が特別な覚悟をもって挑戦するものもあり、ドーバー海峡遠泳やアメリカ大陸横断レースなどがこの種の冒険に挙げられる。

## 冒険の文学的表現
冒険物語の典型としての貴種流離譚は自然発生的で、世界の各地に見られる物語の形態である。ヘラクレスの冒険やスサノオとヤマタノオロチ、マヤ神話にも双子の英雄による冒険譚が描かれている。近代の文学的な表現形態として、冒険小説というものがある。海洋国家としての伝統あるイギリスには、海洋冒険小説の伝統がある。またSF小説、ファンタジー小説の世界では秘境冒険小説が大ブームとなったことがある。

## ゲームとしての冒険
冒険という言葉は、ロールプレイングゲームとして紙の上で筆記用具を用いて行われるテーブルゲームにも使われている。ここでは完全に完結した空間の中で物語が終結することになる。しかし、一つ一つの冒険というものは、ひとつの戦役、キャンペーンとは違って、ひとつの冒険がまたつぎのそれを生み出し、一続きになっていくものが多く、ゲームとして完結した冒険はいささかその真の意味からは逸脱した要素を持っているといわなくてはならないだろう。

## 脚註
1. ↑  もっともこのモノミス(en)理論は神話研究の主流派には認められているものではない。Myth-Placed Priorities: Religion and the Study of Myth、Religious Studies Review. Northup, Lesley, 5-10.